# 大秀寺 (葛飾区)
大秀寺（だいしゅうじ）は、日本の東京都葛飾区にある浄土宗の寺院。

## 歴史
1628年（寛永5年）、宝誉林残によって開山された。元々は湯島に位置していたが、1657年（明暦3年）の明暦の大火後、浅草山谷に移転した。
1923年（大正12年）の関東大震災で伽藍を焼失し、1926年（大正15年）に現在地に移転した。
墓地には、幡随院長兵衛亡きあと、町奴の頭目として名を馳せた唐犬権兵衛の墓がある。

## 交通アクセス
- 京成高砂駅より徒歩6分（経路案内）。